# Ubocze (województwo dolnośląskie)
Ubocze (niem. Schosdorf) – wieś łańcuchowa Przedgórza Sudeckiego w Polsce położona w województwie dolnośląskim, w powiecie lwóweckim, w gminie Gryfów Śląski na trasie linii kolejowej Lubań – Gryfów Śląski.

## Położenie
Ubocze to duża wieś o długości około 4 km, leżąca na Pogórzu Izerskim, na północno-zachodnim krańcu Obniżenia Lubomierskiego, na wysokości około 265–340 m n.p.m.

## Podział administracyjny
W latach 1945–1954 istniała gmina Ubocze. W latach 1975–1998 miejscowość administracyjnie należała do województwa jeleniogórskiego.

## Demografia
Przed wybuchem I wojny światowej liczyła 2497 mieszkańców. Według Narodowego Spisu Powszechnego, w III 2011 r., liczyła ich o ½ mniej (tylko 1265 osób). Jest największą wsią gminy Gryfów Śląski.

## Komunikacja kolejowa
Znajduje się tu przystanek kolejowy.

## Sport
Działa tu klub sportowy klasy B LKS Zryw Ubocze.

## Zabytki

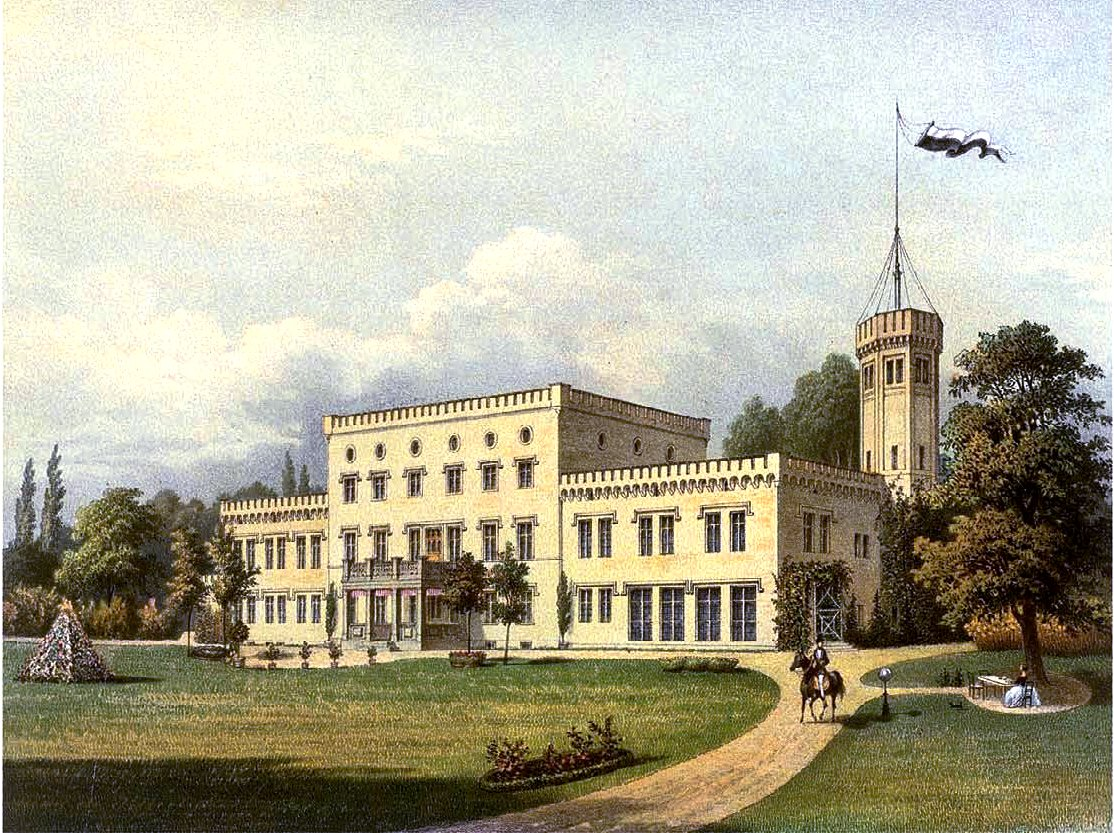
Pałac w Uboczu-Kolonii (niem. Kesselgutsschloss Schosdorf)

Do wojewódzkiego rejestru zabytków wpisane są:
- kościół filialny pw. Nawiedzenia Najświętszej Marii Panny z XV-XVI w., wewnątrz m.in. późnogotycka, drewniana rzeźba Madonny z około 1500, ambona z 1589 i ławka kapitańska. Ołtarz główny późnorenesansowy z 1623, na zewnętrznym murze barokowe epitafia[7]
- cmentarz, dawny ewangelicki, przykościelny
- mur z bramą z XVI w.
- zespół dworski (nr 138) z przełomu XVIII/XIX w. w Uboczu Dolnym, zachowały się pozostałości parku krajobrazowego
  - dwór w Uboczu Dolnym z XVIII w., piętrowy o cechach klasycystycznych, nakryty czterospadowym dachem mansardowym z lukarnami
  - park
- park (nr 66, Ubocze-Kolonia, Pasiecznik) z połowy XIX w.
- park (nr 170, Ubocze Średnie) z połowy XIX w.
- park pałacowy (nr 264, Ubocze Górne) z końca XIX w.

inne zabytki
- pałac w Uboczu-Kolonii nr 66 w zespole pałacowo-parkowym
- pałac w Uboczu Średnim nr 170, rozebrany
- pałac w Uboczu Górnym nr 264, barokowy, murowany z końca XVIII w. przebudowany pod koniec XIX w. w ruinie[8]